# Tommaso di Erfurt
Tommaso di Erfurt (fl. XIV secolo) è stato un filosofo tedesco, il più importante dei cosiddetti modisti. 
Originario di Erfurt, studiò/insegnò alla Sorbona. In seguito insegnò nella Chiesa di San Severo e nella Schottenkirche di Erfurt, dove fu Magister regens e rettore. Le notizie biografiche sono praticamente nulle.
Tommaso scrisse almeno sei opere. La sua opera principale, Tractatus de modis significandi seu Grammatica speculativa, fu spesso erroneamente attribuita a Giovanni Duns Scoto fino al 1922. Tutte le prime testimonianze manoscritte ne confermano l'attribuzione a Tommaso. Fu scritta prima del 1310.
Attribuito a Scoto, fu anche uno dei temi della dissertazione dottorale di Martin Heidegger del 1916. La Grammatica speculativa è stata pubblicata con traduzione inglese e commento di Godfrey Bursill-Hall (Longman, 1972).
Altre opere di Tommaso includono commenti all'Isagoge di Porfirio, alle Categorie e al trattato Sull'interpretazione di Aristotele, nonché all'anonimo Liber sex principiorum. Scrisse anche un poema pedagogico sulla grammatica, Commentarius in carmen "Fundamentum puerorum".

## Attività
Thomas è diventato famoso soprattutto per il suo interesse per la logica linguistica. Il suo Tractatus de modis significandi (noto anche con il titolo alternativo Grammatica speculativa), che fino all'inizio del XX secolo era considerato un'opera di Duns Scoto, è considerato il culmine della cosiddetta teoria linguistica modista, di cui facevano parte anche Martino di Dacia, Boezio di Dacia e Radolfo Brito. In esso Thomas cerca di determinare le interrelazioni tra linguaggio, intelletto e realtà extralinguistica, al fine di fondare la grammatica su basi scientifiche.
Tommaso di Erfurt scrive in latino ed esclusivamente sul latino.
Secondo Tommaso, una pars orationis, cioè una parola come parte di una frase e membro di una classe di parole, non è solo un suono (vox) con un significato determinato (significatio); ai significati determinati si aggiungono sempre anche determinati co-significati. Nella lingua non esiste quindi una parola che si riferisca direttamente al "bianco" in sé; piuttosto, possiamo designare tale parola come un ente autonomo e quindi utilizzare un sostantivo (il bianco); oppure possiamo designarlo come un qualcosa di inerente ad altro-da-sé e quindi utilizzare l'aggettivo "bianco". Queste connotazioni sono designate con l'espressione modi significandi. I significati di tutte le categorie e funzioni grammaticali sono tali modi significandi; essi sono i mattoni su cui costruita l'intera grammatica. Le categorie grammaticali sono quindi, secondo la concezione moderna, fondate cognitivamente; Tommaso rifiuta espressamente le definizioni strutturali delle categorie grammaticali.
I modi significandi di una parola sono, per così dire, i correlati intersoggettivi di determinati modi essendi ("modi di essere") nell'ambito della realtà extralinguistica (corrispondentismo fra parola e realtà extramentale), che vengono però trasmessi al linguaggio solo con la medizione dell'intelletto o, più precisamente, mediante i corrispondenti modi intelligendi ("modi di percezione").
Nella disputa sugli universali, Tommaso assunse quindi una posizione di realismo moderato: da un lato, il linguaggio è inteso fondamentalmente come immagine della realtà extralinguistica, una realtà che quindi include anche gli universali (poiché, se così non fosse, un linguaggio non potrebbe disporre di concetti astratti); dall'altro lato, però, viene preso in considerazione anche il ruolo dell'intelletto umano, che è colui che conferisce alle cose il loro nome.

## Influenza
La corrente semiotica fondata da Charles Sanders Peirce (che attribuisce la Grammatica Speculativa a Duns Scoto) si ricollega a Tommaso di Erfurt. Peirce chiamò infatti Speculative Grammar il suo progetto di semiotica, che costituiva la prima parte della logica.

## Opere
- De modis significandi, in: Joannis Duns Scoti Opera omnia 1, a cura di Lucas Wadding. Paris 1891.
- Abhandlung über die bedeutsamen Verhaltensweisen der Sprache (Tractatus de Modis significandi) (= Bochumer Studien zur Philosophie. vol. 27). Trad. e pref. di Stephan Grotz. Grüner, Amsterdam/Philadelphia 1988, ISBN 90-6032-354-8.
- Grammatica Speculativa, curato e tradotto da G.L. Bursill-Hall, The Classics of Linguistics 1, London 1972.